# Génisse Fleur d'Aubrac
Génisse Fleur d'Aubrac est une marque de certification de viande bovine exploitée dans le cadre d'une filière de production agricole française de bovins et de sa transformation industrielle pour l'alimentation humaine. 
Le mode d'obtention de cette viande doit suivre les critères minimum enregistrés dans un cahier des charges. 
Les carcasses portant la marque doivent être issues de jeunes vaches n’ayant pas vêlé, nées de mères de race aubrac et de pères de race charolaise, associant ainsi les qualités de chaque race : excellente fécondité, facilité de reproduction, rusticité de par leur mère et développement musculaire plus important de par leur père.

## Historique
Les principales dates de la marque Génisse Fleur d’Aubrac :
- 1988 : une enquête commandée par le Centre Régional d’Études Alimentaires révèle l’existence d’un débouché local pour les viandes de qualité (en parallèle les boucheries font face à une crise due à la grande distribution).
- 1991: naissance de l'association "Fleur d’Aubrac" sous l’impulsion de Languedoc Roussillon Élevage. Création de l’Association des Produits de l’Aubrac.
- Octobre 1991 : commercialisation de la première carcasse « Fleur d’Aubrac » avec pour signe commercial distinctif le trèfle à 4 feuilles.
- Janvier 1992 : la COBO 34 (Coopérative des Bouchers de l’Hérault) est créée et regroupe 20 bouchers chargés de la promotion.
- 1993 : les débouchés se diversifient vers le marché parisien ainsi que local en Aveyron et Lozère.
- 1996 : les responsables de la filière s’engagent dans la certification de conformité produit (CCP).
- Septembre 2002 : L'INAO donne un avis favorable pour le dossier CCP, ainsi que la protection commerciale de la marque grâce à une Indication Géographique Protégée, déposé en 1996[1].
- 2003 : transmission du dossier à la Commission européenne.
- 24 juillet 2006 : la Commission européenne examine le dossier et demande des précisions pour être favorable. Le cahier des charges est réécrit.
- Fin février 2008 : transmission des documents administratifs modifiés à l'INAO.
- 3 septembre 2010 : la Commission européenne enregistre la nouvelle marque "Génisse Fleur d'Aubrac" dans le registre Indication Géographique Protégée.
- 2012 : une cinquantaine de points de vente (boucheries traditionnelles, supermarchés, restaurateurs) distribuent la viande Génisse Fleur d'Aubrac[2].

## Cahier des charges
- Génisse née de mère de race pure aubrac et de père de race pure charolaise.
- Génisse née, élevée et abattue dans une aire géographique définie.
- Femelle n’ayant jamais vêlé.
- Robe tirant vers le blanc, mais avec généralement les muqueuses noires caractéristiques de la race Aubrac.
- Pâturage à volonté.
- Alimentation à base d'herbe et de foin, principalement issue de l'exploitation, exclusion de l'ensilage de maïs au-delà de 18 mois.
- Élevée au lait de sa mère jusqu’au sevrage (pas avant 6 mois).
- Génisse de bonne conformation présentant un état d'engraissement optimal.
- Abattue entre 26 et 42 mois.
- Carcasse de 280 Kg minimum[2].

## Aire géographique
Les génisses sont nées, élevées et abattues dans une zone définie dans le cahier des charges de l’Indication Géographique Protégée Génisse Fleur d'Aubrac.
Cette zone est constituée du territoire de 313 communes de 4 départements (Aveyron, Cantal, Haute-Loire, Lozère).
Cette zone est caractérisée par :
- La présence à certains endroits de massifs volcaniques de 700 à 1 000 mètres d’altitude.
- La présence depuis plusieurs siècles de la race Aubrac.
- Des pratiques d’élevage basées sur l’utilisation de l’herbe[2].

## Condition de production
Élevée au lait de sa mère dès sa naissance, la future génisse est sevrée à 6 mois et une mise à l’herbe est faite par la suite : pâturage à volonté. En cas de conditions climatiques défavorables, un concentré est donné, en complément du pâturage ou du fourrage récolté dans l’exploitation. 
Jusqu’à l'engraissement, l’alimentation des génisses est composée d’herbe, foin et ensilage (de l’exploitation). 
Abattue entre 24 et 42 mois, après une période d'engraissement de 4 mois minimum avec, si besoin, apport d’aliment concentré à base de céréales à l’exclusion du maïs (interdit au-delà de l’âge de 18 mois).  
Les génisses sont issues d’un seul élevage (ou de deux élevages maximum : élevage naisseur strict et élevage engraisseur). Ces élevages sont qualifiés et contrôlés afin de vérifier le respect du cahier des charges.

### Gastronomie
Le mode de production et de transformation (naissance, élevage, abattage, vente, transformation d'aliment concentrés…) est contrôlé afin de veiller au respect du cahier des charges de l'IGP. La traçabilité est un gage de sécurité pour le consommateur.
Pour être certifiée à l'abattoir, la carcasse doit respecter en totalité le cahier des charges. Son évaluation est faite à l'aide de la grille officielle EUROP. Les carcasses doivent être classées E, U ou R.  
La viande Génisse Fleur d’Aubrac doit avoir une couleur rouge franche et être légèrement persillée de gras. Grillades, rôti, brochettes, mais également daube, pot-au-feu… les façons de la cuisiner sont multiples car elle peut être consommée à différents degrés de cuisson (de bleu à bien cuite).